# Jukagirské jazyky
Jukagirská jazyková rodina je malá jazyková skupina dvou blízce příbuzných jazyků, které bývají někdy pokládány za nářečí téhož jazyka – jukagirštiny. Hovoří jimi malé a zmenšující se skupinky obyvatel u řek Jasečné a Kordony (severní, vadulské nářečí) a u řek Alazen, Cukčej a Kolymy (jižní, odulské nářečí). K jukagirským jazykům snad patřily zaniklé jazyky Čuvanců a Omoků.
Zapisují se upravenou cyrilicí, v minulosti Jukagirové užívali zápis obrázkovým písmem na březovou kůru, podobně jako severoameričtí indiáni. Jednalo se o piktografické znaky a nazývaly se tos nebo šangar šorile.
Jukagirština bývá někdy kladena do příbuzenstva uralských jazyků, s nimiž by mohla tvořit uralsko-jukagirskou jazykovou rodinu, nicméně v tomto ohledu nepanuje obecná shoda, a podobnost bývá přičítána vzájemnému ovlivnění.
Jukagirské jazyky jsou, stejně jako uralské a altajské, výrazně aglutinační. Hláskosloví není příliš složité, typická je uvulární frikativa a palatální laterála. Vokálů je šest (a, e, i, o, ö, u) a rozlišují délku. Substantiva mají sedm pádů, dvě čísla, rod chybí. Slovesný systém je poměrně složitý, tranzitivita a ergativnost sloves se vyjdařuje při časování zvláštním sufixem. Pro syntax je typické nezvyklý způsob vyjádření ohniska věty. Slovní zásoba je ovlivněna ruštinou, jakutštinou a tunguzskými jazyky, rovněž podobnosti se samojedskými jazyky v jukagirském lexiku se někdy vysvětlují přejetím, přestože oblast samojedských a jukagirských jazyků spolu nesousedí a není jisté, zda mezi nimi v minulosti docházelo ke kontaktům.

## Ukázka jukagirské věty
Ukázka věty v jižní jukagirštině (odulštině) ilustruje složité časování slovesa i způsob vyjádření ohniska věty.
пэ аан-дә-пә-гәт йарқә поҗольә-гәт пойньаа-сьии-л туде оозии-гәлә йарқәдән емей	ой миидә чурууҗә қон-таа-сьии-ну-м.
Hora pod-3 osoba-plurál-ablativ	led svítit-ablativ bílá-deliminativ-aktivní on-genitiv voda-akuzativ Ledová řeka matka tok	podél klidně jít-tranzitivní-deliminativ-imperfektum-třetí osoba singuláru.
„Od úpatí hor a z bělosti ledu pokojně nese naše matka Jarqadan (Ledová řeka) své zářivé vody dolu po proudu.“

## Dělení
- severní jukagirština (vadulské nářečí, tundrová jukagirština) – u řek Alazen, Cukčej a Kolymy, v roce 1989 zaznamenáno 30–150 mluvčích

- jižní jukagirština (odulské nářečí, lesní jukagirština) – u řek Jasečné a Kordony, v roce 1989 zaznamenáno 1–150 mluvčích